# Nieuw-Zeelandse veldkers
Nieuw-Zeelandse veldkers (Cardamine corymbosa), ook wel eenbloemige veldkers genoemd, is een soort uit het geslacht veldkers (Cardamine) van de kruisbloemenfamilie (Brassicaceae). Ze komt voor op de Sub-antarctische Eilanden, zoals de Nieuw-Zeelandse Aucklandeilanden en Campbell-eiland en het Australische Macquarie-eiland. De plant groeit daar vooral in alpiene toendra's en rotsachtige kustgebieden.
De Nieuw-Zeelandse veldkers wordt 3-10 cm hoog, de kroonbladen meten 3-5 mm. De opvallende rechtopstaande hauwen zijn in verhouding opvallend groot. Na rijping springen ze open waarbij het zaad, net zoals bij andere kleine veldkersen, tot een meter ver van de plant terecht kan komen.
De eerste vondst in de Lage Landen dateert van het jaar 2000. Waarschijnlijk zijn plantjes onbedoeld met verhandelde sierplanten vanuit Groot-Brittannië, waar de soort al langer bekend is, geëxporteerd.
... · 
C. amara (bittere veldkers) · 
C. bulbifera (bolletjeskers) · 
C. californica · 
C. flexuosa (bosveldkers) · 
C. heptaphylla (geveerd tandkruid) · 
C. hirsuta (kleine veldkers) · 
C. impatiens (springzaadveldkers) · 
C. pratensis (pinksterbloem) · 
C. resedifolia (resedabladige veldkers) · 
C. trifolia (klaverkers) · 
...